# Persona
Die Persona ist ein Konzept in der Analytischen Psychologie nach Carl Gustav Jung. Als Persona wird die nach außen hin gezeigte Einstellung eines Menschen bezeichnet, die seiner sozialen Anpassung dient und manchmal auch mit seinem Selbstbild identisch ist. Das Konzept arbeitet wie das Konzept Schatten (Archetyp) mit der Metapher Licht und Schatten. 

## Bedeutung

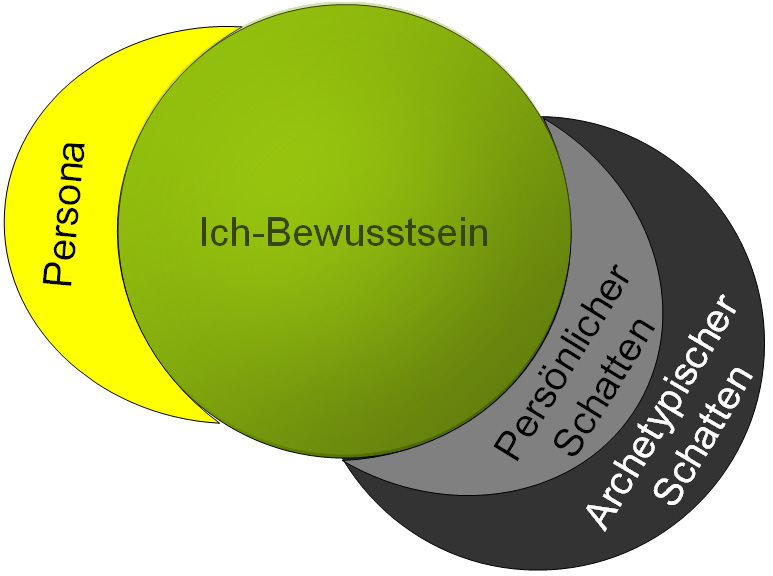
Die Persona eines Menschen bedeutet nach Jung ein soziales Auftreten, mit dem er sich an Idealvorstellungen einer sozialen Gruppe/Gesellschaft anpasst. Identifiziert sich ein Mensch zu sehr mit dieser „Theatermaske“, dann ist sie wie „festgewachsen“: Er kann sie nicht willentlich ablegen. – Vom Ich-Bewusstsein aus gesehen am Gegenpol zur Persona befindet sich der Schatten.

Diese Grafik (nach Aniela Jaffé) stellt ein komplett von einer „objektiven Denker-Persona“ umwölbtes männliches Ich-Bewusstsein dar. Bei dieser Einstellung ist die subjektive Gefühlswelt im Inneren des Ich verborgen und mit seiner Anima verbunden. Die vier Begriffe außen stellen Bewusstseinsfunktionen nach Jung dar.

Der Schweizer Psychologe Carl Gustav Jung übertrug den Begriff aus dem Theater in die Tiefenpsychologie und schrieb: 
Die Persona

„ist aber, wie ihr Name sagt, nur eine Maske der Kollektivpsyche, eine Maske, die Individualität vortäuscht, die andere und einen selber glauben macht, man sei individuell, während es doch nur eine gespielte Rolle ist, in der die Kollektivpsyche spricht.

 Sie ist ein Kompromiss zwischen Individuum und Sozietät über das, ‚als was einer erscheint‘.“

Der Begriff bezeichnet also denjenigen Teil des Ichs, der für ein „normales“, sozialverträgliches Verhalten des Individuums gegenüber seiner Umwelt sorgt – und insofern wie die Persona gerne „das Ich“ zu sein vorgibt, kann sie auch als ein „falsches Ich“ gedeutet werden. Die Eigenschaften der Persona werden daher hauptsächlich durch Anpassung bzw. Übernahme gesellschaftlich (oder subkulturell) erwünschter Vorstellungen (Kollektives Unbewusstes) erworben. 

## Verlust von Individualität
Anpassung aber erfolgt häufig zu Lasten der Individualität. Die Gefahr der zu starken Anpassung an soziale Gegebenheiten bringe das Individuum in die Gefahr des Konfliktes mit dem unbewussten individuellen Teil seiner Psyche, dessen sozial unvorteilhaft erscheinende Bereiche oft im „Schatten“ relativer Unbewusstheit gehalten werden. Somit steht das Ichbewusstsein typischerweise zwischen den Polen seiner „hellen“ Persona und seines „dunklen“ Schattens. Die Persona ist eine Art Kleidung des Ichs, welche sowohl der dahinter verborgenen Individualität einen Schutz bietet als auch eine Ausgangsbasis für normale (situativ konventionelle) Kommunikation bietet.

## Chancen und Gefahren
Jung beschrieb die Chancen und Gefahren des seelischen Prozesses, wenn die konventionelle Persona durch aus dem Unbewussten hervorbrechende Inhalte demontiert wird. Die „Entfesselung der unwillkürlichen Phantasie“ bringe ein Gemenge individueller und kollektiver unbewusster Inhalte zu Tage. Dies könne entweder eine heilsame Persönlichkeitsveränderung bewirken oder ein völliges Aufgehen der Menschen in Massenbewegungen.

## Schutzfunktion
Die Persona hat also, positiv gesehen, eine doppelte Schutzfunktion: Sie kann ein empfindliches Innenleben vor Übergriffen und Entwertung durch andere Menschen schützen. Und sie kann andere Menschen vor Gefahren (z. B. sexueller oder politischer Gewalt) schützen, indem potenzielle Täter ihre destruktiven Impulse zwecks Wahrung der Persona (also hier z. B. des guten Rufes und der sozialen Stellung) unterdrücken. Umgekehrt kann im positiven Falle die Aufgabe einer gesellschaftlich definierten Persona einem Menschen dabei helfen, sein inneres Leben (z. B. als Künstler) konstruktiv zu verwirklichen.

## Rollen
Jolande Jacobi beschrieb einige „Rollen“, die Menschen auch im Sinne von Persona in der Gesellschaft einnehmen würden:
- der Held (Anerkennung als gesellschaftliches Vorbild),
- der Erlöser (gesellschaftliche Anerkennung als moralisches oder religiöses Ideal, z. T. gegen herrschende politische Einflüsse),
- der Rächer (bewusstes Handeln gegen die kollektive Moral aus unterschiedlichen Motiven),
- der Märtyrer (Opfer der kollektiven Moral),
- der Ausgestoßene (Ausgrenzung durch die Gesellschaft),
- der Vamp (weibliche Verhaltensweise, um in einem männlich-machtorientierten Umfeld „den Spieß umzudrehen“).[6]

## Geschichte des Begriffs
Der Begriff entspringt womöglich dem griechischen πρόσωπον/prosopon = Gesicht, der sich wie auch das lateinische persona bereits in der Antike auf die Bedeutungen 'Schauspielermaske' (wie im antiken Theater), 'Rolle' (im Schauspiel oder Leben), 'Amtsstellung' und allgemein 'Person'/'Persönlichkeit' auffächerte. Das Wort 'Persona' wurde auch als das 'Hindurchtönen' (personare = hindurchtönen, klingen lassen) der Stimme des Schauspielers durch seine Maske, die seine Rolle typisierte, verstanden.

## Persona in der Wirtschaft
In der Wirtschaft hingegen werden Käufer-Personas entwickelt, um sich die eigenen Kunden besser vorstellen zu können. Personas sind hier erfundene Charaktere, die so genau wie möglich die Zielgruppen der eigenen Angebote darstellen sollen. Die Methode findet in der Produktentwicklung und im Marketing Anwendung. In jüngster Zeit wird „Persona“ auch für im Internet gezeigte Schein-Identitäten verwendet. Das Persona-Computerspiel thematisiert und entnimmt Elemente der psychologischen Bedeutung.